# Île Indian
L'île Indian est une île canadienne située dans le comté de Kent, à l'est du Nouveau-Brunswick. Elle est bordée à l'ouest par le havre de Richibouctou et à l'est par la baie du Village. La passe de l'île la sépare du continent au sud, tandis qu'un autre détroit, au nord, la sépare de la plage de Richibouctou Sud, au-delà duquel s'étend le détroit de Northumberland. L'île a une superficie d'environ 2 kilomètres carrés. L'île fait face à la communauté d'Indian Island 28 mais est comprise administrativement dans la paroisse de Richibouctou.